# Ernst Reinhold (Schauspieler)
Ernst Reinhold (* 20. März 1935 in Asch (Blaubeuren)) ist ein deutscher Filmschauspieler und Maler.

## Leben
Reinhold absolvierte ein Studium an der Schauspielschule Otto-Falckenberg in München. Ab 1957 war Ernst Reinhold als Schauspieler unter anderem an der Seite von Heinz Rühmann (Der Pauker) und Heinz Erhardt (Vater, Mutter und neun Kinder) zu sehen. Nach Beendigung seiner Laufbahn als Schauspieler war er von 1960 bis 1963 Maler in Stockholm.
Er arbeitete 1969 als Regieassistent mit Harry Buckwitz an dem Stück von Max Frisch Biografie  und der Welturaufführung des Vietnam Diskurs von Peter Weiss. Er besaß von 1981 bis 2021 Ateliers in München. Seine Bilder wurden in verschiedenen Städten Deutschlands und in Sydney ausgestellt.

## Filmografie
- 1956: Die Geierwally
- 1957: Der Jäger von Fall
- 1957: Haie und kleine Fische
- 1958: Zwei Matrosen auf der Alm
- 1958: Grabenplatz 17
- 1958: Der Pauker
- 1958: U 47 – Kapitänleutnant Prien
- 1958: Vater, Mutter und neun Kinder
- 1959: Rommel ruft Kairo
- 1959: Bei der blonden Kathrein
- 1968: Die fünfte Kolonne (1 Folge, Regieassistenz)

## Ausstellungen
- 1985 Dresdner Bank, Garmisch-Partenkirchen
- 1986 Kunstverein Kampen in Sylt
- 1986 BHI-Galerie, Berlin
- 1987 Galerie Lösekrug, Berlin
- 1988 BBV Galerie, München
- 1988 Kulturbau-Alte Post, Westerland in Sylt
- 1989 DTYC Tutzing
- 1989 Queen-Street-Gallery, Sydney
- 1990 Werkbund, München
- 1990 Queen-Viktoria-Building, Sydney
- 1990 Verte Gallery, Sydney
- 1991 InterArt-Galerie, München
- 1992 Kaamp-Hüs Kampen in Sylt
- 1993 Galerie Bayerische Landesbank, München
- 1994 BBV Galerie, München
- 1997 DTYC Tutzing
- 1997 Atelierausstellung
- 1998 Kaamp-Hüs, Kampen in Sylt
- 1999 Veba Oil, Gelsenkirchen
- 2000/2001/2002/2003 Atelierausstellungen München
- 2004 "Night of Vision" Veba Oil Gelsenkirchen-Horst
- 2005 "Art Vesterling" Vesterling München